# Alexis Rodríguez Valera
Alexis Rodríguez Valera (* 7. Juli 1978 in Havanna) ist ein kubanischer Ringer. Er wurde 1998 Weltmeister und 2000 Olympiadritter im freien Stil im Superschwergewicht.

## Werdegang
Alexis Rodríguez begann im Jahre 1985 als Jugendlicher in seiner Heimatstadt Havanna mit dem Ringen. Er konzentrierte sich dabei auf den freien Stil und gehörte dem Sportclub Cerro Pelado Havanna an. Sein Trainer war von Beginn seiner Laufbahn an Barbero Morgan. Er ist Sportlehrer und rang immer in der schwersten Gewichtsklasse, dem Schwer- bzw. Superschwergewicht.
Bereits im Jahre 1996 qualifizierte er sich bei einem Turnier in Cali, Kolumbien, für die Teilnahme an den Olympischen Spielen dieses Jahres in Atlanta. Er konnte an diesen Spielen aber nicht teilnehmen, weil das Land Fidel Castros diese Olympischen Spiele boykottierte. Im gleichen Jahr wurde er in Moskau aber Junioren-Weltmeister in der Gewichtsklasse bis 115 kg Körpergewicht. 1997 rang er beim Welt-Cup in Stillwater. Im Finale verlor er dabei gegen den früheren Olympiasieger Bruce Baumgartner aus den Vereinigten Staaten. Es war das einzige Zusammentreffen dieser beiden Ringer. 1997 wurde er in San Juan, Puerto Rico, auch erstmals Panamerikanischer Meister. Seinen Sieg bei den Junioren-Weltmeisterschaften 1996 konnte er 1997 in Helsinki nicht wiederholen, weil er dort im Finale dieser Meisterschaft gegen Aydın Polatçı aus der Türkei, der sich zu seinem Angstgegner während seiner gesamten Laufbahn entwickeln sollte, unterlag. Schließlich rang er 1997 auch noch bei der Weltmeisterschaft in Krasnojarsk und wurde als 19-Jähriger auf Anhieb Vize-Weltmeister. Er besiegte dabei Juan García aus Venezuela, Krassimir Kotschew aus Bulgarien und Tom Erickson aus den Vereinigten Staaten und verlor im Finale gegen Zekeriya Güçlü aus der Türkei.
1998 verlor Alexis Rodríguez bei der Panamerikanischen Meisterschaft in Winnipeg im Finale zwar gegen Tolly Thompson aus den Vereinigten Staaten, feierte aber danach bei der  Weltmeisterschaft in Teheran den größten Erfolg seiner Laufbahn, denn er wurde dort mit Siegen über Feng Aigang, China, Hiroyuki Obata, Japan, Kerry McCoy, USA, und Rasoul Khadem, Iran, Weltmeister.
1999 verlor er bei den Panamerikanischen Spielen in Winnipeg im Finale wieder gegen einen US-Amerikaner, nämlich gegen Stephen Neal. Ganz enttäuschend schnitt er dann bei der Weltmeisterschaft in Ankara ab, denn er schied dort nach einem Sieg über Aljaksej Mjadswedseu aus Weißrussland nach einer Niederlage in der zweiten Runde gegen Andrei Schumilin aus Russland wegen des damaligen umstrittenen Reglements der FILA aus und kam nur auf den 16. Platz.
Im Jahre 2000 belegte er bei der Panamerikanischen Meisterschaft in Cali hinter Kerry McCoy und Gemalier Coats Calcano, Dominikanische Republik, den 3. Platz. Er wurde dann auch bei den Olympischen Spielen in Sydney eingesetzt und gewann dort mit Siegen über Krassimir Kotschew, Dolgorsürengiin Sumjaabadsar, Mongolei, und Aljaksej Mjadswedseu, einer Niederlage gegen Artur Taymazov, Usbekistan, und einem Sieg über Abbas Jadidi aus dem Iran eine olympische Bronzemedaille.
2001 wurde er in Santo Domingo, Dom. Republik, zum zweiten Mal Panamerikanischer Meister vor Andrew Bowlby aus den Vereinigten Staaten. Eine Medaille, nämlich die bronzene, gewann er dann auch bei der Weltmeisterschaft dieses Jahres in Sofia. Er erkämpfte sich diese Medaille mit Siegen über Aleksi Modebadse, Georgien, Hisham Abdelwahab Abdelmoanem Mohamed, Ägypten, und Boschidar Bojadschiew, Bulgarien, einer Niederlage gegen Artur Taymazov und einem Sieg über Kerry McCoy.
In den folgenden Jahren gewann Alexis Rodríguez dann noch drei Vize-Weltmeistertitel. Das war in den Jahren 2002 in Teheran, 2005 in Budapest und 2007 in Baku. Er besiegte dabei unter anderem Ottó Aubéli aus Ungarn, Dawit Otiaschwili aus Georgien, Marid Mutalimow aus Kasachstan, Thomas Rowlands und 2007 auch Artur Taymazov. Die Ringer, die ihm in diesen Jahren den Weg zum Weltmeistertitel versperrten waren David Musuľbes, Russland, (2002), Aydın Polatçı (2005) und Biljal Machow, Russland, (2007). 2004 war er außerdem bei den Olympischen Spielen in Athen am Start. Er verfehlte dort aber mit einem 5. Platz die Medaillenränge. In Athen besiegte er Nestoras Batzelas, Griechenland, und Serhij Prjadun, Ukraine, verlor gegen Aydın Polatçı und siegte über Kuramagomed Kuramagomedow aus Russland.
Panamerikanischer Meister wurde er noch in den Jahren 2004 in Guatemala-Stadt und 2007 in San Salvador. Außerdem siegte er 2007 auch noch bei den Panamerikanischen Spielen in Rio de Janeiro, wo er im Finale Thomas Rowlands besiegte. Für die Teilnahme an den Olympischen Spielen 2008 in Peking konnte er sich nicht mehr qualifizieren.

## Internationale Erfolge
| Jahr | Platz  | Wettbewerb                                                | Gewichtsklasse | Ergebnisse |
| 1996 | 2.     | Olympia-Qualif.-Turnier in Cali/Kolumbien                 | Superschwer    | hinter Tom Erickson, USA, vor Andrew Borodow, Kanada |
| 1996 | 1.     | Junioren-WM in Moskau                                     | bis 115 kg     | vor Məhəmməd Qerayev, Aserbaidschan, und Artjom Atschigew, Russland |
| 1996 | 2.     | Welt-Cup in Teheran                                       | Superschwer    | hinter Ebrahim Mehraban, Iran |
| 1997 | 2.     | Welt-Cup in Stillwater                                    | Superschwer    | hinter Bruce Baumgartner, USA, vor David Musuľbes, Russland, und Heiko Balz, Deutschland |
| 1997 | 1.     | Panamerikanische Meisterschaft in San Juan (Puerto Rico)  | Superschwer    | vor Adrian Gilmore, Kanada, und Billy Pierce, USA |
| 1997 | 2.     | Junioren-WM in Helsinki                                   | bis 115 kg     | hinter Aydın Polatçı, Türkei, vor Artjom Atschigew und Alireza Chawoshi, Iran |
| 1997 | 2.     | Weltmeisterschaft in Krasnojarsk                          | Superschwer    | nach Siegen über Juan García, Venezuela, Krassimir Kotschew, Bulgarien, und Tom Erickson und einer Niederlage gegen Zekeriya Güçlü, Türkei                                                       |
| 1998 | 2.     | Panamerikanische Meisterschaft in Winnipeg                | Superschwer    | hinter Tolly Thompson, USA, vor Yogi Johl, Kanada, und Alfredo Fan, Panama |
| 1998 | 3.     | Welt-Cup in Stillwater                                    | Superschwer    | hinter Andrei Schumilin, Russland, und Tom Erickson, vor Alireza Rezaei, Iran |
| 1998 | 1.     | Weltmeisterschaft in Teheran                              | Superschwer    | nach Siegen über Feng Aigang, China, Hiroyuki Obata, Japan, Kerry McCoy, USA, und Rasoul Khadem, Iran                                                                                            |
| 1999 | 2.     | Welt-Cup in Spokane                                       | Superschwer    | hinter Kerry McCoy, vor Sven Thiele, Deutschland |
| 1999 | 2.     | Panamerikanische Spiele in Winnipeg                       | Superschwer    | hinter Stephen Neal, USA, vor Wayne Weathers, Kanada |
| 1999 | 16.    | Weltmeisterschaft in Ankara                               | Superschwer    | nach einem Sieg über Aljaksej Mjadswedseu, Weißrussland, und einer Niederlage gegen Andrei Schumilin                                                                                             |
| 2000 | 5.     | Welt-Cup in Fairfax                                       | Superschwer    | hinter Kerry McCoy, Oleg Chorpjakow, Russland, Alireza Rezaei und Mirabi Walijew, Ukraine |
| 2000 | 3.     | Panamerikanische Meisterschaft in Cali                    | Superschwer    | hinter Kerry McCoy und Gamalier Coats Calcano, Dominikanische Republik |
| 2000 | Bronze | Olympische Spiele in Sydney                               | Superschwer    | nach Siegen über Krassimir Kotschew, Dolgorsürengiin Sumjaabadsar, Mongolei, und Aljaksej Mjadswedseu, einer Niederlage gegen Artur Taymazov, Usbekistan, und einem Sieg über Abbas Jadidi, Iran |
| 2001 | 1.     | Panamerikanische Meisterschaft in Santo Domingo/Dom. Rep. | Superschwer    | vor Andrew Bowlby, USA, und Carlos Panaro, Kanada |
| 2001 | 3.     | Weltmeisterschaft in Sofia                                | Superschwer    | nach Siegen über Aleksi Modebadse, Georgien, Hisham Abdelwahab Abdelnoanem Mohamed, Ägypten, und Boschidar Bojadschiew, einer Niederlage gegen Artur Taymazov und einem Sieg über Kerry McCoy    |
| 2002 | 2.     | Panamerikanische Meisterschaft in Maracaibo               | Schwer         | hinter Tolly Thompson, vor Yonsi Antonio Sánchez Oroczo, Venezuela |
| 2002 | 2.     | Weltmeisterschaft in Teheran                              | Schwer         | nach Siegen über Boschidar Bojadschiew, Marco Oliveira, Brasilien, Ottó Aubéli, Ungarn, und Dawit Otiaschwili, Georgien, und einer Niederlage gegen David Musuľbes                               |
| 2003 | 1.     | „Dave-Schultz“-Memorial International in Colorado Springs | Schwer         | vor Brian Keck, USA, und Barys Hrynkewitsch, Weißrussland |
| 2003 | 3.     | Panamerikanische Spiele in Santo Domingo                  | Schwer         | hinter Kerry McCoy und Edgar Alfonso Becerra Yañez, Venezuela |
| 2003 | 1.     | Absol. FILA-Meisterschaft in Moskau                       | Schwer         | nach Siegen über Giorgi Gogschelidse, Georgien, Efstathios Topalidis, Griechenland, David Musuľbes und Steve Mocco, USA                                                                          |
| 2004 | 1.     | Olympia-Qualif.-Turnier in Bratislava                     | Schwer         | vor Kuramagomed Kuramagomedow, Russland, Francesco Miano-Petta, Italien, und Marek Garmulewicz, Polen                                                                                            |
| 2004 | 1.     | Panamerikanische Meisterschaft in Guatemala-Stadt         | Schwer         | vor Yordany Figueroa, Guatemala, und Brian Keck |
| 2004 | 5.     | Olympische Spiele in Athen                                | Schwer         | nach Siegen über Nestoras Batzelas, Griechenland, und Serhij Prjadun, Ukraine, einer Niederlage gegen Aydın Polatçı und einem Sieg über Kuramagomed Kuramagomedow                                |
| 2005 | 1.     | Welt-Cup in Taschkent                                     | Schwer         | vor Iwan Ischtschenko, Ukraine, Tolly Thompson und Fardin Masoumi Valadi, Iran |
| 2005 | 3.     | Panamerikanische Meisterschaft in Guatemala-Stadt         | Schwer         | hinter Cole Marshall Konrad, USA, und Yonsy Sánchez, Venezuela |
| 2005 | 2.     | Weltmeisterschaft in Budapest                             | Schwer         | nach Siegen über Nikolai Telegin, Aserbaidschan, Marid Mutalimow, Kasachstan, Lei Liang, China, und Otto Aubeli und einer Niederlage gegen Aydın Polatçı                                         |
| 2007 | 1.     | Panamerikanische Meisterschaft in San Salvador            | Schwer         | vor Thomas Rowlands, USA, und Yonsy Sánchez |
| 2007 | 1.     | Großer Preis von Deutschland in Dortmund                  | Schwer         | vor Lei Liang, Rareș Chintoan, Rumänien, und Ottó Aubéli |
| 2007 | 1.     | Panamerikanische Spiele in Rio de Janeiro                 | Schwer         | vor Thomas Rowlands und Carlos Felix García, Dom. Rep. |
| 2007 | 2.     | Weltmeisterschaft in Baku                                 | Schwer         | nach Siegen über Martin Siddiqui, Deutschland, Thomas Rowlands, Boschidar Bojadschiew und Artur Taymazov und einer Niederlage gegen Biljal Machow, Russland                                      |
| 2008 | 3.     | Panamerikanische Meisterschaft in Colorado Springs        | Schwer         | hinter Thomas Rowlands und Adrian Antoine Jaoude, Brasilien |
| 2011 | 5.     | „Ali-Alijew“-Memorial in Kaspijsk                         | Schwer         | hinter Bachtijar Achmedow, Russland, Fatih Çakıroğlu, Türkei, Ramasan Magomedow, Russland, und Taha Akgül, Türkei                                                                                |

## Erläuterungen
- alle Wettbewerbe im freien Stil
- Superschwergewicht, bis 2001 bis 130 kg, Schwergewicht, seit 2002 bis 120 kg Körpergewicht